# Atlatongo
Atlatongo, en ocasiones llamada como Santiago Atlatongo; es una localidad del Estado de México, localizada en el municipio de Teotihuacán.

## Localización y demografía
Atlatongo se encuentra localizado en el noreste del Estado de México, formando parte de la Zona Metropolitana del Valle de México y al centro-sur del municipio de Teotihuacán. Sus coordenadas geográficas son 19°39′57″N 98°54′11″O / 19.66583, -98.90306 y su altitud es de 2 259 metros sobre el nivel del mar.
Se encuentra localizado aproximadamente a dos kilómetros al sur de la cabecera municipal, la ciudad de Teotihuacán de Arista, con la que se comunica mediante una carretera pavimentada que también la une hacia el norte con Tecámac y al sur con Acolman.
De acuerdo a los resultados del Censo de Población y Vivienda realizado en 2010 por el Instituto Nacional de Estadística y Geografía la población total es de 4 913 habitantes, de los que 2 418 son hombres y 2 495 son mujeres.

## Actualidad
El 24 de mayo de 2016 se registró en Atlatongo el linchamiento de tres presuntos secuestradores, tras lo cual murieron dos de las personas y se detuvieron a 18 habitantes como responsables del mismo. Al día siguiente estas 18 personas fueron puestas en libertad.Existe una escuela preparatoria oficial del Estado de México (160 hubicada carretera a San Marcos Nepantla).